# John Leslie, X conte di Rothes
John Leslie, X conte di Rothes (1698 – Leslie, 10 dicembre 1767), è stato un ufficiale scozzese.

## Biografia
Era il figlio di John Hamilton-Leslie, IX conte di Rothes, figlio di Charles Hamilton, V conte di Haddington, e di sua moglie, Lady Jean Hay, figlia di John Hay, II marchese di Goblin.

## Carriera
Nel 1715 entrò nel 9º Reggimento dei Dragoni. Nel 1717 si è trasferito al 3º Reggimento di fanteria . Divenne Comandante del 21º Reggimento di Fanteria nel 1721 e ha ereditato il titolo del padre l'anno successivo.
Nel 1732 ha assunto il comando del 25º Reggimento di Fanteria. Partecipò alla battaglia di Dettingen nel 1743.
Nel 1751 venne trasferito in Irlanda, dove nel 1758, divenne Comandante in capo dell'Irlanda.

## Matrimonio
Sposò, nel 1741, Hannah Howard (?-1761), figlia di Matthew Howard. Ebbero tre figli:
- John Leslie, XI conte di Rothes (?-1773);
- Lady Mary Leslie, sposò William Colyear, III conte di Portmore, ebbero un figlio;
- Jane Leslie, contessa di Rothes (5 maggio 1750-2 giugno 1810).

Sposò, il 27 giugno 1763, Mary Lloyd (?-7 settembre 1785), figlia di Gresham Lloyd e Mary Holt. Non ebbero figli.

## Morte
Morì il 10 dicembre 1767, nella sua casa a Leslie, in Scozia.